# Matthew E. White
Pour les articles homonymes, voir Matthew White (homonymie) et White.
Matthew E. White est un auteur-compositeur-interprète et producteur américain, né en 1982 à Virginia Beach.

## Biographie

### Jeunesse et formation
Matthew E. White naît en Virginie. Fils de missionnaires catholiques, il séjourne aux Philippines, puis au Japon, durant son enfance. Il découvre le rock, puis le jazz, et apprend la guitare. White cofonde un groupe folk-rock, Great White Jenkins, avec Andy C. Jenkins. Il s'installe à Richmond afin d'étudier la musique à la Virginia Commonwealth University (VCU).

### Début de carrière
Après ses études, il devient arrangeur et guitariste du big band de jazz Fight the Big Bull. Il cofonde Patchwork Collective, qui se consacre au développement de la scène musicale de Richmond.

### Carrière solo
White fonde son propre label, Spacebomb Records, établi à Richmond, qui dispose d'un studio d'enregistrement et de son groupe en résidence,. Il se lance dans la composition d'un album solo. Enregistré avec le Spacebomb house band, il sort en 2012. Big Inner, qui est bien accueilli par la presse américaine et européenne, figure dans la sélection des « 100 meilleurs albums de 2012 » établie par le magazine Les Inrockuptibles. White se produit en première partie de la tournée des Mountain Goats. Le disque est réédité l'année suivante par le label indépendant britannique Domino Records. Fresh Blood, le second album de Matthew E. White, paraît en mars 2015.

### Autres activités
White produit le premier album de la chanteuse Natalie Prass, édité en 2015. Il arrange les cuivres sur l'album Transcendental Youth (en) des Mountain Goats.

## Style musical et influences
White décrit Steven Bernstein, trompettiste de jazz et fondateur du groupe Sex Mob, comme son « mentor ». Il cite Dr. John et King Tubby, dont le portrait figure sur la pochette de son premier album, parmi ses influences.

## Discographie

### Albums
- 2012 : Big Inner (Spacebomb/Domino)
- 2015 : Fresh Blood (Spacebomb/Domino)
- 2021 :"Kbay" (Domino)

### EP
- 2013 : Outer Face (Spacebomb/Domino)

### Single
- 2015 : Rock & Roll Is Cold (Spacebomb/Domino)